# Índice de rentabilidade
O índice de rentabilidade (IR) traduz a capacidade de geração de fundos, com valor de disponibilidade imediata, de cada unidade monetária investida no projeto.
O índice de rentabilidade é um método que deriva diretamente do método do valor atualizado líquido (VAL), apresentando as mesmas vantagens e desvantagens que este, apenas com duas diferenças fundamentais:
tem como vantagem tomar em consideração a dimensão relativa do investimento, apresentando uma medida de rentabilidade por unidade monetária investida.Como desvantagem tem o facto de exigir uma perfeita e total distinção entre as despesas de exploração e investimento que nem sempre são muito claras.
{\displaystyle IR={\sum _{t=0}^{n}({{CF_{t} \over (1+i)^{t}}+{VR \over (1+i)^{t}})} \over {\sum _{t=0}^{n}({I_{t} \over (1+i)^{t}})}}}
Onde:
- {\displaystyle n} - horizonte de análise.
- {\displaystyle i} - taxa de atualização.
- {\displaystyle t} - período.
- {\displaystyle CF_{t}}- fluxo de caixa no período t.
- {\displaystyle VR} - valor residual do investimento no período.
- {\displaystyle I_{t}} - fluxo de caixa do investimento do período t.

Este índice, permite-nos que quantidade de dinheiro se espera que um projeto produza, por cada unidade monetária investida. Ou seja, se o IR = 1,20, o projeto produzirá 1,20 unidades monetárias, por cada unidade monetária investida.